# (12612) Daumier
(12612) Daumier ist ein Asteroid des Hauptgürtels, der am 24. September 1960 von dem niederländischen Astronomenehepaar Cornelis Johannes van Houten und Ingrid van Houten-Groeneveld entdeckt wurde. Die Entdeckung geschah im Rahmen des Palomar-Leiden-Surveys, bei dem von Tom Gehrels mit dem 120-cm-Oschin-Schmidt-Teleskop des Palomar-Observatoriums aufgenommene Feldplatten an der Universität Leiden durchmustert wurden.
Der Asteroid wurde am 2. April 1999 nach dem französischen Maler, Bildhauer, Grafiker und Karikaturisten Honoré Daumier (1808–1879) benannt, der als wichtiger Vertreter des Realismus durch seine politischen und sozialkritischen Karikaturen Bedeutung gewann.